# Patricio Toranzo
Patricio Daniel Toranzo (Buenos Aires, Argentina, 19 de março de 1982) é um futebolista argentino que joga como volante e como meia. Atualmente joga no Huracán, da Argentina.

## Carreira
Toranzo fez sua estreia no futebol profissional pelo River Plate, em um jogo da liga contra o Racing Club, no dia 3 de junho de 2004.
Após empréstimos ao Quilmes e ao Atlético de Rafaela, sem muitas oportunidades no River Plate, Toranzo assinou pelo Huracán em 2007.
Após a lesão de Leandro Diaz, logo foi incorporado ao time titular do Huracán pelo técnico Ángel Cappa. A partir dali sua carreira se valorizaria.
Em junho de 2010, o Racing Club adquiriu seus direitos federativos por uma verba de 1,5 milhões de dólares.
Ao todo na Primera División Argentina, Toranzo marcou 12 gols em 116 partidas. Os gols que marcou pelo Racing Club foram contra Lanús, Gimnasia y Esgrima La Plata e Arsenal.
No Brasil, Toranzo despertou o interesse do Atlético Mineiro. O Racing pediu uma quantia de 2,5 milhões de dólares para negociar o jogador.
Em 15 de agosto de 2012, sem ser opção para o treinador Luis Zubeldía, Toranzo foi emprestado ao All Boys, sem custos, pelo período de um ano, com salário pago pelo novo clube.
Em fevereiro de 2016, Toranzo sofreu um acidente com a delegação do Huracán na Venezuela, a caminho do aeroporto após enfrentar o Caracas pela Copa Libertadores, o ônibus capotou, e o jogador teve quatro dedos do pé amputados, mas segundo o médico do clube, ele poderá continuar com a carreira.

### Seleção Argentina
Toranzo foi convocado por Diego Maradona para amistosos da Seleção Argentina contra Jamaica e Haiti. Fez sua estreia contra a Jamaica, no dia 10 de fevereiro de 2010.